# کیشتیم
شهر کیشتیم (به روسی: Кыштым) در کشور روسیه و در اوبلاست چلیابینسک واقع شده‌است.

## نگارخانه

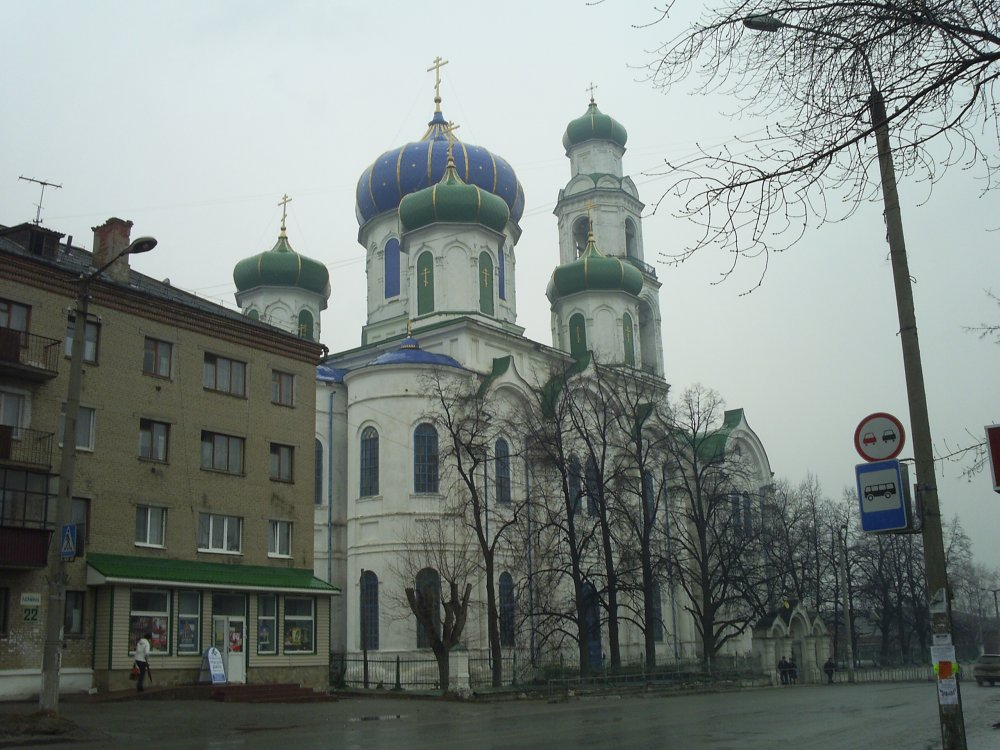
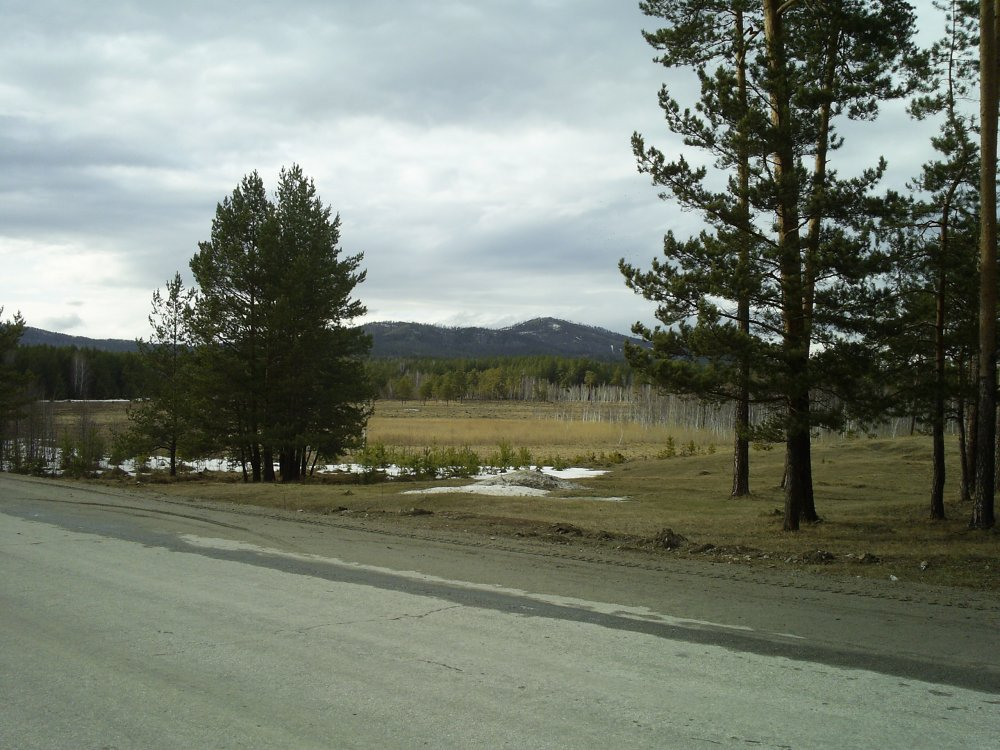
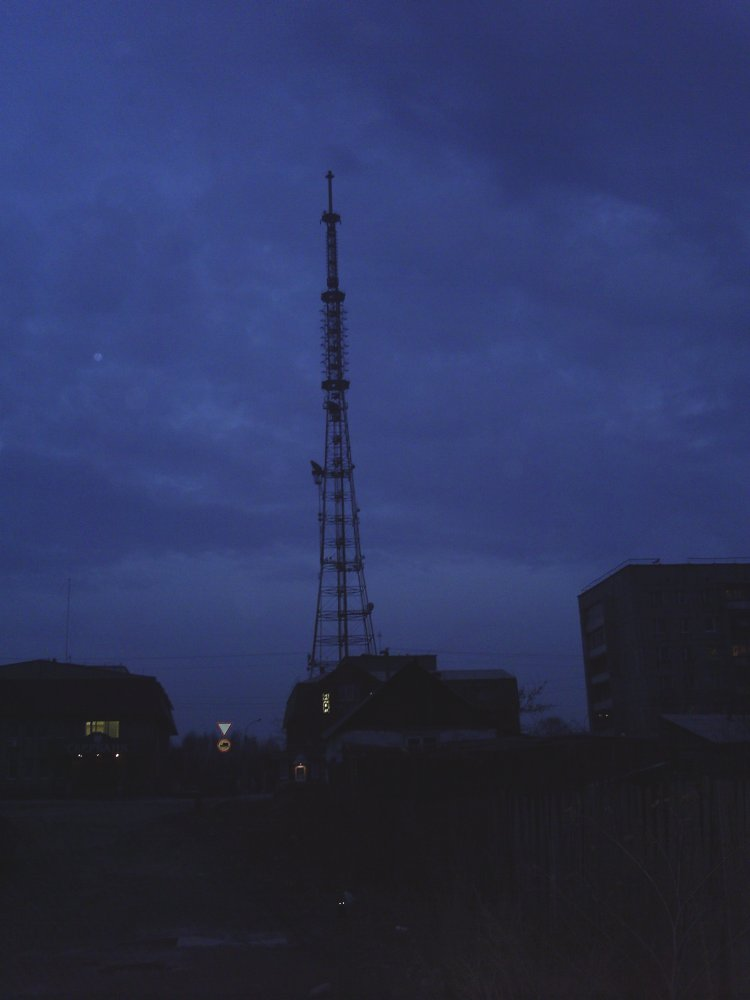
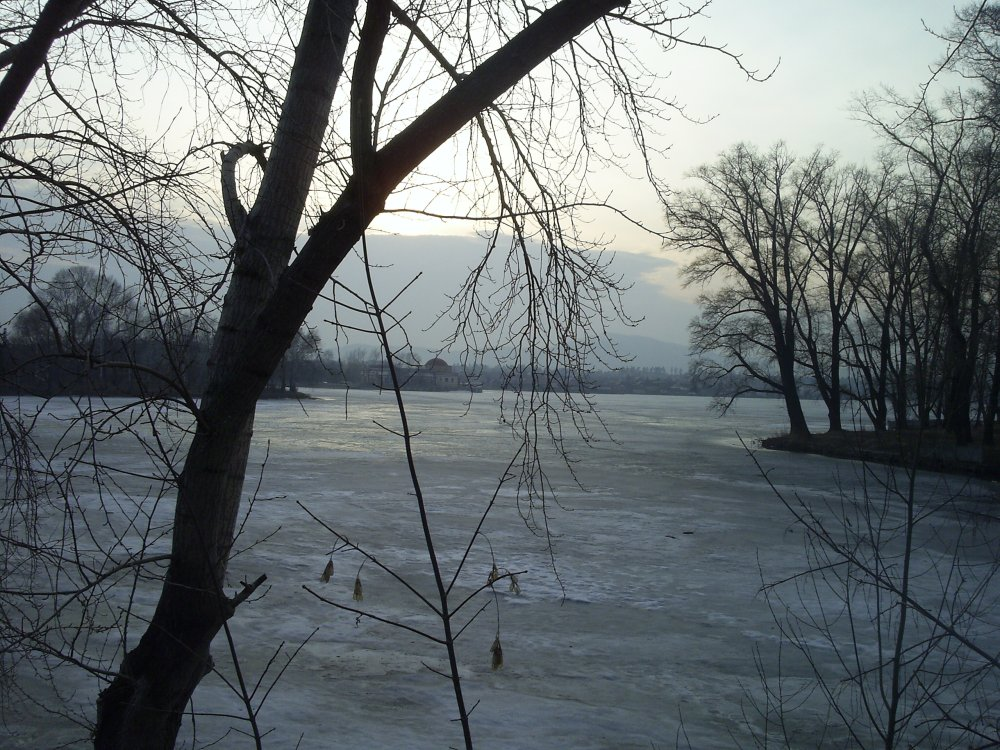